# Eugenio Larrabure y Unanue
Manuel Eugenio Larrabure y Unanue (Lima, 19 de enero de 1844 - Chorrillos-Lima, 12 de mayo de 1916) fue un político, diplomático, escritor, historiador y periodista peruano. Tuvo una trayectoria destacada tanto en el campo de la política como en el de las letras. Fue tres veces ministro de Relaciones Exteriores (1883-1884, 1892-1893 y 1902-1903), ministro de Fomento y Obras Públicas (1901-1902), presidente del Consejo de Ministros (1902-1903) y primer vicepresidente de la República (1908-1912). Fue también académico y autor de obras históricas y literarias.

## Familia y estudios
Fue hijo del comerciante francés Marcel Eugène Larrabure Damestoy y de Rosa María Michaela Unanue y de la Cuba, hija del reconocido médico y prócer de la independencia del Perú José Hipólito Unanue y Pavón, lo que lo convierte en el nieto de este último. Estudió en el Instituto Francés bajo la dirección del Dr. Theodore Morinier y en otros colegios de Lima. Durante su niñez, uno de sus mentores fue su padrino de bautismo Manuel Pérez de Tudela, quien redactó el Acta de Independencia del Perú.

## Periodista y diplomático
Al inicio de su vida profesional, Eugenio Larrabure se dedicó al periodismo. En 1871 fundó el periódico La República, a través del cual favoreció la candidatura presidencial del jurista Manuel Toribio Ureta, quien fue eventualmente derrotada por Manuel Pardo y Lavalle en las elecciones presidenciales de 1872.
En 1877 pasó a dirigir el diario oficial El Peruano, donde agregó notas científicas y culturales a las publicaciones del gobierno. Ese mismo año fue nombrado jefe de la Sección Diplomática del Ministerio de Relaciones Exteriores. Pronto ascendió a oficial mayor y en 1880 fue acreditado en España como primer secretario de la legación encabezada por José Joaquín de Osma. En Madrid, atendió varias funciones con la realeza española, entre las que destacó una recepción en el palacio de los reyes Alfonso XII y María Cristina de Habsburgo-Lorena. Tras la eventual renuncia de De Osma al cargo de ministro plenipotenciario en plena Guerra del Pacífico, Eugenio asumió el puesto de encargado de negocios y se enfocó en obtener cualquier ayuda que los españoles pudieran brindar para proteger al Perú.

## Canciller de la República (1883-1884)
Tras su regreso al Perú, fue nombrado presidente de la Sociedad Peruana de la Cruz Roja y en 1883 fue designado por primera vez ministro de Relaciones Exteriores del gobierno del general Miguel Iglesias (1883-1884). A través de esta cartera ministerial, le correspondió coordinar todo lo relacionado con el cumplimiento inicial del recientemente firmado Tratado de Ancón con Chile. Este tratado de paz había sido suscrito previamente por José Antonio de Lavalle y Mariano Castro Zaldívar como representantes del gobierno peruano, junto a Jovino Novoa Vidal como ministro plenipotenciario chileno en Lima.
El 18 de marzo de 1884, Eugenio Larrabure renunció a su cargo de ministro, aunque no se hicieron públicas las razones. Posiblemente podría haber estado relacionado con las tensiones comerciales entre el sur del Perú y Bolivia, o con los planes de Chile de prolongar su ocupación en territorio peruano.

## Canciller de la República (1892-1893)
Durante el primer gobierno del general Andrés A. Cáceres, Eugenio Larrabure hizo a través de la prensa una campaña en contra de la aprobación del contrato Grace (1887). Sostuvo que Chile era quien debía pagar la deuda externa peruana, debido a que los territorios peruanos ricos en salitre, que habían representado la garantía de los préstamos, estaban bajo el control chileno.
Durante el gobierno del general Remigio Morales Bermúdez, Eugenio Larrabure fue nuevamente nombrado ministro de Relaciones Exteriores por segunda vez, formando parte del gabinete ministerial presidido por Carlos María Elías, cargo que ejerció del 30 de junio de 1892 al 29 de enero de 1893. Le correspondió, junto con los ministros plenipotenciarios José Mariano Jiménez y Ramón Ribeyro, iniciar las negociaciones para realizar el plebiscito de Tacna y Arica previsto por el Tratado de Ancón.
No obstante, a inicios de 1893 renunció al cargo ya que no estaba de acuerdo con el jefe de gabinete en torno al tema de la deuda y la forma en la que las negociaciones con Chile se estaban manejando. Estas discrepancias políticas las comenta en una carta dirigida a Ricardo Palma el 29 de enero de 1893, en la que argumenta que la soberanía del Perú no se podía doblegar a los intereses económicos de The Peruvian Corporation, empresa formada por acreedores británicos para administrar el sistema ferroviario peruano como consecuencia del contrato Grace.

## Ministro de Fomento y Obras Públicas
Durante el gobierno del presidente Eduardo López de Romaña, Eugenio Larrabure fue ministro de Fomento y Obras Públicas, cargo que ejerció desde el 4 de noviembre de 1902 hasta el 8 de septiembre de 1903. Como tal, auspició la fundación de la Escuela Nacional de Agricultura, hoy conocida como la Universidad Nacional Agraria La Molina.

## Presidente del Consejo de Ministros y Canciller de la República
El 4 de noviembre de 1902, y por tercera vez, asumió el ministerio de Relaciones Exteriores, así como la presidencia del Consejo de Ministros, en el mismo gobierno de López de Romaña. Conformaban su gabinete ministerial: Rafael Villanueva (Gobierno); Telémaco Orihuela (Justicia e Instrucción); el capitán de navío Manuel Villavicencio Freyre (Guerra y Marina); Pablo Sarria (Hacienda); y David Matto (Fomento). Fue el último gabinete de dicho gobierno, que concluyó sus funciones, sin cambios, el 8 de septiembre de 1903.
En 1905, Eugenio Larrabure fue acreditado como enviado extraordinario y ministro plenipotenciario del Perú en Brasil. Fue delegado al Congreso Pan-Americano de Río de Janeiro y árbitro peruano del Tribunal Arbitral Peruano-Brasilero. Fue encargado de firmar el tratado de límites de las fronteras en el Alto Yuruá y el Alto Purús. En 1906, junto con Mariano H. Cornejo y Antonio Miró Quesada de la Guerra, formó parte de la delegación peruana que asistió a la Tercera Conferencia Panamericana de Río de Janeiro.
Se retiró temporalmente de la actividad pública y se dedicó al desarrollo y explotación agrícola de su fundo Unanue, ubicado en el valle de Cañete, el cual es actualmente considerado monumento integrante del Patrimonio Cultural de la Nación.

## Primer Vicepresidente de la República
En las elecciones presidenciales de 1908 fue elegido primer vicepresidente de la República del primer gobierno de Augusto B. Leguía (1908-1912). Lo acompañó Belisario Sosa como segundo vicepresidente. Una de sus principales responsabilidades fue ejecutar los acuerdos hechos en la Tercera Conferencia Panamericana de Río de Janeiro, a la que había asistido previamente como enviado del gobierno peruano.
El 29 de mayo de 1909, durante los sucesos del intento de golpe de Estado en Perú de 1909, estuvo a poco de convertirse en presidente de la República luego de que el presidente Augusto B. Leguía fuera secuestrado por fuerzas pierolistas lideradas por Carlos de Piérola. En julio de este mismo año, se llevaron a cabo los primeros Juegos Florales en el Perú, organizados por Carlos Zavala Loayza como concejal de Lima. El jurado de este certamen literario estuvo presidido por Eugenio Larrabure junto con Clemente Palma y Raymundo Morales de la Torre.
En 1910, Eugenio viajó a Buenos Aires como embajador extraordinario del Perú para celebrar las fiestas del centenario de la independencia de Argentina. En Argentina, participó también como presidente de la delegación peruana en la Cuarta Conferencia Panamericana junto con Carlos Álvarez Calderón y José Antonio de Lavalle y Pardo y como delegado de la Sociedad Geográfica de Lima en el Congreso Internacional Científico.

## Trayectoria académica

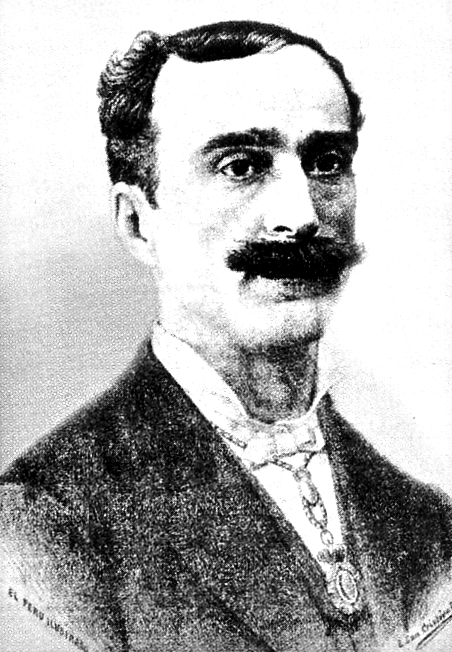
Retrato de Eugenio Larrabure y Unanue, por Evaristo San Cristóval. Grabado reproducido en el semanario El Perú Ilustrado.

En 1880 fue distinguido como miembro correspondiente de la Real Academia de Historia. En 1883 pasó a ser miembro de la Real Academia de la Lengua. En 1885 fue elegido presidente del Club Literario, que bajo su iniciativa se convirtió en el Ateneo de Lima y amplió su campo de acción a las ciencias. Fundó la revista El Ateneo de Lima (1886-1889), en cuyas páginas insertó estudios literarios e históricos. En 1887, integró el grupo de doce académicos peruanos que constituyeron la Academia Peruana de la Lengua, afín a la Real Academia Española.
Fue también uno de los miembros fundadores del Instituto Histórico del Perú, conocido actualmente como la Academia Nacional de la Historia, y su primer presidente desde 1905 hasta su fallecimiento en 1916.

## Descendencia
El 25 de octubre de 1874 contrajo matrimonio en la iglesia de Nuestra Señora de la Merced en Lima con María Rosa Correa y Veyán, hija del comerciante limeño Cipriano Correa y Moreno, con quien tuvo 14 hijos.
Entre sus hijos se encuentran:
- Carlos Larrabure Correa, reconocido historiador, diplomático y jurista peruano.
- Rosa Elvira Larrabure Correa, religiosa de la Comunidad de San Vicente de Paúl, superiora del Hospital Arzobispo Loayza y gran oficial de la Orden del Sol del Perú.[19]
- Rosa Mercedes Larrabure Correa, casada con Gerardo Alarco Calderón y madre de:
  - Eugenio Alarco Larrabure, ingeniero y escritor de obras de ciencia ficción y de historia.
  - Luis Felipe Alarco Larrabure, filósofo, profesor universitario y ministro de Educación de 1980 a 1981.
  - Rosa Alarco Larrabure, musicóloga.
- Pedro Luis Larrabure Correa, casado con Sara Loredo Mendívil y padre de:
  - Sara María Larrabure Loredo, escritora.
- María Isabel Larrabure Correa, casada con el banquero Rollin Thorne Sologuren y abuela de:
  -     - Juan Luis Cipriani Thorne, cardenal y arzobispo emérito de Lima.
    - Alfredo Thorne Vetter, economista y ministro de Economía y Finanzas de 2016 a 2017.

Eugenio Larrabure falleció en su casa en Chorrillos el 12 de mayo de 1916 a los 72 años de edad, a consecuencia de un reblandecimiento cerebral agudo. Sus restos están enterrados en un mausoleo familiar en el Cementerio Presbítero Matías Maestro ubicado en Barrios Altos, Lima.

## Condecoraciones
- Orden de Leopoldo en grado de Comendador.[20]

## Publicaciones
- 1867: Estudios literarios, sobre Clemente Althaus Flores del Campo, Juan de Arona y Manuel Ascencio Segura (reeditado en 1876 con otros estudios).[3]
- 1870: Un viaje en 1870, de Lima a Arequipa.
- 1874: Cañete: apuntes geográficos, históricos, estadísticos y arqueológicos, folleto que apareció también en los diarios El Peruano y El Correo del Perú.[3]
- 1876: Discurso sobre la poesía nacional.
- 1893: Monografías histórico-americanas. Contiene artículos de historia, cultura y arqueología sobre los incas y la época prehispánica en general, así como su polémica con el padre Ricardo Cappa con respecto a Cristóbal Colón, texto que había escrito en 1885 y que había tenido gran repercusión.[21]
- 1903: Mines and Mining in Peru.
- 1904: Incahuasi. Ruinas de un edificio peruano del siglo XV.
- 1914 : Le archives des Indes et la Bibliothèque Colombine de Sevilla.
- 1914: Obras científicas y literarias del doctor J. Hipólito Unanue, compilación de la obra bibliográfica de su abuelo, en dos volúmenes.[3]
- 1917: The Monarchical Plans of General San Martín, publicado en Nueva York.
- 1934-1936: Manuscritos y publicaciones, compilación póstuma, hecha por su hijo Carlos Larrabure y Correa, que recoge en tres volúmenes toda su obra dispersa.[3]